# Zoé Porfirogênita
Zoé (em grego: Ζωή; romaniz.: Zōē; "vida"), dita Porfirogênita, (c. 978–1050) foi imperatriz bizantina, partilhando o poder (15 de novembro de 1028–1050), e única imperatriz de 19 de abril a 11 de junho de 1042.

## História
Zoé era a filha "porfirogénita" (nascida quando o pai reinava) de Constantino VIII, que se tornara co-imperador em 962, e único imperador em 1025.Constantino reinou apenas três anos, entre 15 de dezembro de 1025 e 15 de novembro de 1028. Sua mãe foi Helena de Bizâncio.
Incomodado com a perspectiva de associar outro homem ao trono imperial, Constantino VIII impedira as suas filhas de se casarem até ao final da sua vida. Antes de falecer, Constantino casara Zoé com o seu herdeiro designado Romano III Argiro, prefeito (eparca) de Constantinopla, a 21 de novembro de 1028. Por esta altura Zoé tinha 50 anos de idade e, apesar de diversas tentativas, não conseguira gerar um herdeiro para o trono. Romano III sucedeu no trono apenas três dias depois do seu casamento, e a questão sucessória aprofundou as divergências entre o casal. Romano dificultou ainda mais a convivência ignorando a sua esposa e impondo-lhe cortes nas despesas, ao passo que Zoé se apaixonava pelo cortesão Miguel.
A 11 de abril de 1034 Romano III foi encontrado morto no banho, e correram rumores de que fora ou envenenado ou afogado a mando de Zoé e de Miguel. Zoé casou-se com o seu amante nesse mesmo dia e este reinou como Miguel IV até à sua morte em 1041. Embora Miguel fosse um marido mais atencioso que Romano, Zoé continuou excluída da política pelo monopólio imposto pelo irmão de Miguel, João, o Eunuco. A imperatriz chegou mesmo a conspirar contra o cunhado em 1037 ou 1038.

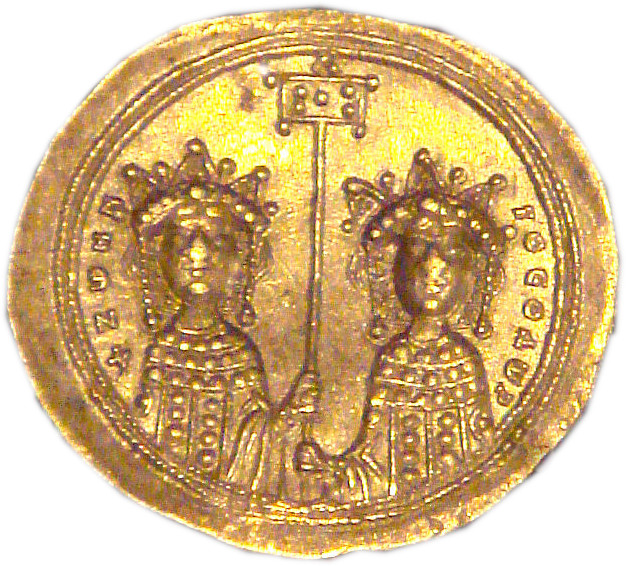
Histameno de ouro de Zoé e Teodora, 1042

Pouco antes da morte de Miguel IV em dezembro de 1041, os esposos adoptaram um sobrinho, filho de uma irmã de Miguel IV. Meses depois de ter subido ao trono, Miguel V encerrou a sua mãe adoptiva num convento. A população de Constantinopla, leal a Zoé, obrigou Miguel V a libertar rapidamente a imperatriz e a sua irmã mais nova Teodora em abril de 1042. As irmãs depuseram Miguel V, cegaram-no e exilaram-no num mosteiro, onde aquele morreu nesse mesmo ano. Zoé partilhou o poder com Teodora durante dois meses até conseguir encontrar um novo marido, o terceiro e último de acordo com as regras da Igreja. Escolheu Constantino IX Monômaco (reinou entre 1042 e 1055), que lhe sobreviveu apenas quatro anos. Zoé morreu em 1050.
Zoé casou-se pela primeira vez com cerca de 50 anos de idade. Apesar da idade muito avançada para a época, casou-se ainda mais duas vezes, de forma a dar imperadores a Bizâncio. Ironicamente, o melhor dos seus maridos era aquele que menos habilitado estava a desempenhar o cargo (Miguel IV, o Paflagônio). Rezam as crónicas que Zoé era senhora de uma beleza espantosa, e um cronista relata mesmo que "tal como uma galinha bem assada, todas as partes nela eram firmes". Tinha noção dos seus encantos e usou-os enquanto pôde: diz-se que transformou parte dos seus aposentos em laboratórios onde investigava unguentos e óleos de forma a conservar a sua pele sem rugas até os 60 anos de idade.